# Karl Glusman
Karl Glusman (New York, 3 gennaio 1988) è un attore statunitense.

## Biografia
Nato nel Bronx, a New York, ha origini tedesche ed ebraiche da parte di padre e irlandesi da parte di madre. Ad appena sei mesi, la sua famiglia si trasferì nell'Oregon, nella città di Beaverton a Portland, dove iniziò gli studi alla West Hills Daycare, alla Montclair Elementary School e alla Whitford Middle School. Dopo che i suoi genitori si separarono, seguì sua madre, un medico, nella città di Lake Oswego. Lì frequentò la Lake Oswego High School, la Portland State University e il Portland Actors Conservatory. Durante il liceo, iniziò a interessarsi alla recitazione, ma, sentendosi a disagio con il proprio corpo, preferì lavorare dietro le quinte. Successivamente, si iscrisse alla scuola di Arti performative William Esper Studio di Manhattan (New York) con l'aspirazione di diventare attore.
Dopo alcuni piccoli ruoli e aver prestato il suo volto in uno spot commerciale per la Adidas, Glusman si sposta in Francia, dove tramite un'amicizia comune, conosce il regista franco-argentino Gaspar Noé, che gli offre il ruolo di protagonista maschile nel suo film Love del 2015. Presentata alla 68ª edizione del Festival di Cannes, la pellicola fece molto scalpore per le numerose scene di sesso non simulato fra i tre attori protagonisti. In seguito ha recitato nei film Stonewall di Roland Emmerich, The Neon Demon di Nicolas Winding Refn e Animali notturni di Tom Ford. Quest'ultima pellicola è stata presentata alla 73ª Mostra internazionale d'arte cinematografica di Venezia, ottenendo il Leone d'argento - Gran premio della giuria.

## Filmografia

### Attore

#### Cinema
- Blow Up, regia di Jeff Lambert e Shakir Speller - cortometraggio (2012)
- Summer House, regia di Zach Sky - cortometraggio (2013)
- Consilience, regia di WooJae Chung - cortometraggio (2013)
- The Iconographer, regia di Andy Mingo (2008)
- Ratter - Ossessione in Rete (Ratter), regia di Branden Kramer (2015)
- Love, regia di Gaspar Noé (2015)
- Stonewall, regia di Roland Emmerich (2015)
- Embers, regia di Claire Carré (2015)
- The Neon Demon, regia di Nicolas Winding Refn (2016)
- Animali notturni (Nocturnal Animals), regia di Tom Ford (2016)
- Wounds, regia di Babak Anvari (2019)
- Above Suspicion, regia di Phillip Noyce (2019)
- Greyhound - Il nemico invisibile (Greyhound), regia di Aaron Schneider (2020)
- Watcher, regia di Chloe Okuno (2022)
- God Is a Bullet, regia di Nick Cassavetes (2023)
- The Bikeriders, regia di Jeff Nichols (2023)
- Reptile, regia di Grant Singer (2023)
- Civil War, regia di Alex Garland (2024)
- The Running Man, regia di Edgar Wright (2025)

#### Televisione
- One Bad Choice – serie TV, 1 episodio (2015)
- Gypsy – serie TV (2017)
- Devs – miniserie TV, 8 puntate (2020)
- The Idol – serie TV, episodi 1x04-1x05 (2023)

### Doppiatore
- Starship Troopers - L'invasione (Starship Troopers: Invasion), regia di Shinji Aramaki - (2011) - nel ruolo di Gunfodder
- No. 6, regia di Kenji Nagasaki - (2012) - nel ruolo di Yoming

## Doppiatori italiani
Nelle versioni in italiano delle opere in cui ha recitato, Karl Glusman è stato doppiato da:
- Riccardo Scarafoni in Animali notturni, Watcher, God Is a Bullet
- Paolo De Santis in The Neon Demon
- Alessio Puccio in Stonewall
- Daniele Raffaeli in Gypsy
- Dodo Versino in Love
- Emanuele Ruzza in Wounds
- Manuel Meli in Greyhound - Il nemico invisibile
- Flavio Aquilone in The Idol
- Gabriele Lopez in Reptile